# Ivan Gvozdenović
Ivan Gvozdenović (cyr. Иван Гвозденовић, ur. 19 sierpnia 1978 w Borze) – serbski piłkarz grający na pozycji lewego obrońcy. 

## Kariera klubowa
Karierę piłkarską Gvozdenović rozpoczął w klubie FK Bor. Zadebiutował w nim w 1993 roku. W 1995 roku odszedł do FK Radnički Pirot. Z kolei w latach 1996–1998 występował w Napredaku Kruševac. Latem 1998 roku przeszedł do Crvenej zvezdy z Belgradu. W sezonie 1998/1999 został z niej wypożyczony do Milicionaru Belgrad. W latach 1999–2002 był już podstawowym zawodnikiem Crvenej zvezdy. W 2000 i 2001 roku wywalczył z nią dwa mistrzostwa Jugosławii. W 2001 i 2002 roku zdobył dwa Puchary Jugosławii.
W 2002 roku Gvozdenović wyjechał do Belgii i grał tam w zespole Club Brugge. W sezonach 2002/2003 i 2004/2005 (przez pół tego sezonu przebywał na wypożyczeniu w FC Metz) wywalczył dwa tytuły mistrza Belgii. W sezonie 2003/2004 sięgnął po Puchar Belgii.
W 2007 roku Gvozdenović został piłkarzem Dinama Bukareszt. Wiosną 2008 grał w Metałurhu Donieck. W sezonie 2008/2009 ponownie występował w Crvenej Zveździe, a w sezonie 2009/2010 był najpierw piłkarzem Vojvodiny Nowy Sad, a następnie AO Kavala. W sezonie 2010/2011 występował w KF Tirana, a w 2011 roku przeszedł do Skënderbeu Korcza. W sezonach 2011/2012 i 2012/2013 wywalczył z nim dwa tytuły mistrza Albanii.
| Sezon   | Klub               | Kraj       | Rozgrywki           | Mecze | Bramki |
| ------- | ------------------ | ---------- | ------------------- | ----- | ------ |
| 1993/94 | FK Bor             | Jugosławia | IV. liga            | ?     | 0      |
| 1994/95 | FK Bor             | Jugosławia | IV. liga            | ?     | 0      |
| 1995/96 | FK Radnički Pirot  | Jugosławia | IV. liga            | 6     | 0      |
| 1996/97 | Napredak Kruševac  | Jugosławia | Druga liga          | 4     | 0      |
| 1997/98 | Napredak Kruševac  | Jugosławia | Druga liga          | 1     | 0      |
| 1998/99 | Milicionar Belgrad | Jugosławia | Prva liga           | 13    | 2      |
| 1999/00 | Crvena Zvezda      | Jugosławia | Prva liga           | 34    | 1      |
| 2000/01 | Crvena Zvezda      | Jugosławia | Prva liga           | 31    | 3      |
| 2001/02 | Crvena Zvezda      | Jugosławia | Prva liga           | 28    | 2      |
| 2002/03 | Club Brugge        | Belgia     | Eerste klasse       | 29    | 2      |
| 2003/04 | Club Brugge        | Belgia     | Eerste klasse       | 16    | 1      |
| 2004/05 | Club Brugge        | Belgia     | Eerste klasse       | 10    | 1      |
| 2004/05 | FC Metz            | Francja    | Ligue 1             | 6     | 0      |
| 2005/06 | Club Brugge        | Belgia     | Eerste klasse       | 12    | 0      |
| 2006/07 | Club Brugge        | Belgia     | Eerste klasse       | 19    | 1      |
| 2007/08 | Dinamo Bukareszt   | Rumunia    | Liga I              | 2     | 0      |
| 2007/08 | Metałurh Donieck   | Ukraina    | Premier-liha        | 9     | 1      |
| 2008/09 | Crvena Zvezda      | Jugosławia | Prva liga           | 7     | 1      |
| 2009/10 | FK Vojvodina       | Jugosławia | Prva liga           | 5     | 0      |
| 2009/10 | AO Kavala          | Grecja     | Superleague Ellada  | 4     | 0      |
| 2010/11 | KF Tirana          | Albania    | Kategoria Superiore | 29    | 1      |
| 2011/12 | Skënderbeu Korcza  | Albania    | Kategoria Superiore | 19    | 0      |
| 2012/13 | Skënderbeu Korcza  | Albania    | Kategoria Superiore | 25    | 0      |

## Kariera reprezentacyjna
W reprezentacji Jugosławii Gvozdenović zadebiutował 5 września 2001 roku w zremisowanym 1:1 meczu eliminacji do MŚ 2002 ze Słowenią i był to jego jedyny mecz w kadrze narodowej.